# Juan Salvador Gayá Sastre
Juan Salvador Gayá Sastre (Pedreguer, 4 de gener de 1957) és un polític valencià, diputat a les Corts Valencianes durant la II Legislatura.

## Biografia
Només ha fet estudis elementals al Franciscans d'Ontinyent, però ha treballat com a assessor fiscal i immobiliari. Ha estat secretari comarcal de la Marina Alta i vicepresident provincial d'Alacant d'Alianza Popular (AP). Amb aquest partit fou elegit diputat a les eleccions a les Corts Valencianes de 1987 i durant aquella legislatura, la segona del període autonòmic valencià, fou síndic-portaveu del grup parlamentari d'AP (1989-1990) i secretari de la Comissió de Sanitat i Consum i de la Comissió d'Estatut dels Diputats de les Corts Valencianes.
A les eleccions municipals espanyoles de 1991, ja amb el Partido Popular, fou elegit regidor de Pedreguer, càrrec que va ocupar fins al 1999.